# Daniel Goldhagen
Daniel Johan Goldhagen (ur. 30 czerwca 1959 w Bostonie) – amerykański historyk i pisarz żydowskiego pochodzenia. Specjalizuje się w badaniach nad Holocaustem.

## Życiorys
Jest absolwentem Uniwersytetu Harvarda. Zasłynął książkami Hitler’s Willing Executioners: Ordinary Germans and The Holocaust (Gorliwi kaci Hitlera: zwyczajni Niemcy i Holocaust) - 1996 i A Moral Reckoning: The Role of the Catholic Church in the Holocaust and Its Unfulfilled Duty of Repair (Niedokończony rozrachunek: rola Kościoła katolickiego w Holocauście i niedopełniony obowiązek zadośćuczynienia)  - 2002.

## Wybrane publikacje
- 1989: False Witness, The New Republic, April 17, 1989, Volume 200, No. 16, no 3, p. 39–44.
- 1996: Hitler’s Willing Executioners: Ordinary Germans and The Holocaust, Alfred A. Knopf, New York, ISBN 978-0-679-44695-8.
- 2002: A Moral Reckoning: The Role of the Catholic Church in the Holocaust and Its Unfulfilled Duty of Repair, Alfred A. Knopf, New York, ISBN 978-0-375-41434-3.
- 2009: Worse Than War: Genocide, Eliminationism, and the Ongoing Assault On Humanity, PublicAffairs, New York, ISBN 978-1-58648-769-0.
- 2013: The Devil That Never Dies: The Rise and Threat of Global Antisemitism

## Publikacje w języku polskim
- Gorliwi kaci Hitlera: zwyczajni Niemcy i Holocaust, przeł. Wiesław Horabik, Warszawa: Prószyński i S-ka 1999.
- Niedokończony rozrachunek: rola Kościoła katolickiego w Holocauście i niedopełniony obowiązek zadośćuczynienia, przeł. Hanna Jankowska, Warszawa: „Sic!” 2005.
- Nierozliczona wina Kościoła, „Gazeta Wyborcza” 2005, nr 94, s. 29.
- Morderczy manifest Hamasu, tł. Kosit, „Gazeta Wyborcza” 14 lutego 2006, nr 38, s. 10–11.
- Benedykt zamazuje historię, tł. Sergiusz Kowalski, „Gazeta Wyborcza” 5 czerwca 2006, nr 129, s. 19.
- Grzech zaniechania: papież w Auschwitz, „Forum” 5 czerwca 2006, nr 23/24, s. 5–6.
- Bo to byli Niemcy: dajcie ofiarom twarze, rozmowę przeprowadzili Martin Doerry, Klaus Brinkbäumer, „Forum” 2009, nr 43, s. 56–61.
- Wiek ludobójstwa, przekł. Michał Romanek, Kraków: Społeczny Instytut Wydawniczy Znak 2012.